# 테오필로 쿠비야스
테오필로 후안 쿠비야스 아리사가(스페인어: Teófilo Juan Cubillas Arizaga, 1949년 3월 8일 ~ )는 페루의 전직 축구 선수로 페루 축구 역사상 최고의 선수 중의 하나로 손꼽힌다.
페루 대표팀에서 81경기에 출전해 26득점을 기록했으며 FIFA 월드컵(1970년 FIFA 월드컵, 1978년 FIFA 월드컵, 1982년 FIFA 월드컵)에 세 번 출전해 10득점을 넣었다. 1972년 남아메리카 올해의 축구 선수로 선정되었으며 2004년 3월 펠레가 선정한 현존하는 최고의 축구 선수 목록인 FIFA 100에 선정되었다.
1978년 FIFA 월드컵 당시 일부러 축구를 못했다는 의혹이 있는데 2라운드 아르헨티나와의 경기에서 테오필로 쿠비야스 같은 선수가 뛰는데도 불구하고 페루가 아르헨티나에게 0-6으로 패했기 때문이다. 페루는 1라운드에서 네덜란드를 제치고 조 1위로 2라운드에 진출(네덜란드와의 직접 대결에서는 무승부)했는데 이 월드컵 결승전은 아르헨티나와 네덜란드가 맞붙었기 때문이다.

## 수상

### 우승
- 타사 데 포르투갈 : 1976-77
- 페루 1부 : 1977, 1978
- 유나이티드 사커 리그 : 1984, 1985
- 코파 아메리카 : 1975

### 개인
- 페루 1부 득점왕 : 1966, 1970
- FIFA 월드컵 실버부트 : 1978
- FIFA 월드컵 브론즈부트 : 1970
- FIFA 월드컵 베스트 영플레이어 : 1970
- 코파 리베르타도레스 득점왕 : 1972
- 남아메리카 올해의 선수 : 1972
- 코파 아메리카 최우수 선수 : 1975
- NASL 올스타 : 1980, 1981
- NASL 최우수 미드필더 : 1980
- 월드사커 역대 100인
- 플라카르 역대 100인
- 플라카르 역대 월드컵 100인
- 프랑스풋볼 역대 월드컵 100인
- IFFHS 페루 세기의 선수
- FIFA 100